# Maria di Hohenzollern
Maria di Hohenzollern (Königsberg, 23 gennaio 1579 – Bayreuth, 11 febbraio 1649) era figlia di Alberto Federico di Prussia, duca di Prussia, e di Maria Eleonora di Jülich-Kleve-Berg.

## Biografia
Venne data in moglie a Cristiano di Brandeburgo-Bayreuth che sposò a Plassenburg il 29 aprile 1604.
Diede al marito nove figli tra cui l'erede:
- Elisabetta Eleonora (Plassenburg, 19 ottobre 1606-Plassenburg, 20 ottobre 1606);
- Giorgio Federico (Kulmbach, 23 marzo 1608);
- Anna Maria (Bayreuth, 30 dicembre 1609-Ödenburg, 8 maggio 1680);
- Agnese Sofia (Bayreuth, 19 luglio 1611-Bayreuth, 1º dicembre 1611);
- Maddalena Sibilla (Bayreuth, 27 ottobre 1612-Dresda, 20 marzo 1687);
- Cristiano Ernesto (18 novembre 1613-Bayreuth, 14 febbraio 1614);
- Ermanno Augusto (Bayreuth, 8 ottobre 1615-Hof, 6 febbraio 1651), ereditò il titolo del padre;
- Giorgio Alberto (Bayreuth, 20 marzo 1619-Schretz, 27 settembre 1666);
- Federico Guglielmo (Bayreuth, 11 maggio 1620-12 maggio 1620).

## Ascendenza
|                                     |                       |                              | Genitori                           |  |  | Nonni |  |  | Bisnonni                          |  |  | Trisnonni                  |  |
|                                     |                       |                              |                                    |  |  |       |  |  | Federico I di Brandeburgo-Ansbach |  |  | Alberto III di Brandeburgo |  |
|                                     |                       |                              |                                    |  |  |       |  |  | Federico I di Brandeburgo-Ansbach |  |  | Alberto III di Brandeburgo |  |
|                                     |                       | Anna di Sassonia             |                                    |  |  |       |  |  | Federico I di Brandeburgo-Ansbach |  |  |                            |  |
| Alberto I di Prussia                |                       |                              |                                    |  |  |       |  |  | Federico I di Brandeburgo-Ansbach |  |  |                            |  |
|                                     |                       | Sofia di Polonia             | Casimiro IV di Polonia             |  |  |       |  |  |                                   |  |  |                            |  |
|                                     |                       | Sofia di Polonia             | Casimiro IV di Polonia             |  |  |       |  |  |                                   |  |  |                            |  |
|                                     |                       | Sofia di Polonia             | Elisabetta d'Asburgo               |  |  |       |  |  |                                   |  |  |                            |  |
| Alberto Federico di Prussia         |                       | Sofia di Polonia             |                                    |  |  |       |  |  |                                   |  |  |                            |  |
|                                     |                       | Eric I di Brunswick-Lüneburg | Guglielmo IV di Brunswick-Lüneburg |  |  |       |  |  |                                   |  |  |                            |  |
|                                     |                       | Eric I di Brunswick-Lüneburg | Guglielmo IV di Brunswick-Lüneburg |  |  |       |  |  |                                   |  |  |                            |  |
|                                     |                       | Eric I di Brunswick-Lüneburg | Elisabetta di Stolberg-Wernigerode |  |  |       |  |  |                                   |  |  |                            |  |
| Anna Maria di Brunswick-Lüneburg    |                       | Eric I di Brunswick-Lüneburg |                                    |  |  |       |  |  |                                   |  |  |                            |  |
|                                     |                       | Elisabetta di Brandeburgo    | Gioacchino I di Brandeburgo        |  |  |       |  |  |                                   |  |  |                            |  |
|                                     |                       | Elisabetta di Brandeburgo    | Gioacchino I di Brandeburgo        |  |  |       |  |  |                                   |  |  |                            |  |
|                                     |                       | Elisabetta di Brandeburgo    | Elisabetta di Danimarca            |  |  |       |  |  |                                   |  |  |                            |  |
| Maria di Prussia                    |                       | Elisabetta di Brandeburgo    |                                    |  |  |       |  |  |                                   |  |  |                            |  |
|                                     | Giovanni III di Kleve | Giovanni II di Kleve         |                                    |  |  |       |  |  |                                   |  |  |                            |  |
|                                     | Giovanni III di Kleve | Giovanni II di Kleve         |                                    |  |  |       |  |  |                                   |  |  |                            |  |
|                                     | Giovanni III di Kleve | Matilde d'Assia              |                                    |  |  |       |  |  |                                   |  |  |                            |  |
| Guglielmo di Jülich-Kleve-Berg      | Giovanni III di Kleve |                              |                                    |  |  |       |  |  |                                   |  |  |                            |  |
|                                     |                       | Maria di Jülich-Berg         | Guglielmo di Jülich-Berg           |  |  |       |  |  |                                   |  |  |                            |  |
|                                     |                       | Maria di Jülich-Berg         | Guglielmo di Jülich-Berg           |  |  |       |  |  |                                   |  |  |                            |  |
|                                     |                       | Maria di Jülich-Berg         | Sibilla di Hohenzollern            |  |  |       |  |  |                                   |  |  |                            |  |
| Maria Eleonora di Jülich-Kleve-Berg |                       | Maria di Jülich-Berg         |                                    |  |  |       |  |  |                                   |  |  |                            |  |
|                                     |                       | Ferdinando I d'Asburgo       | Filippo I d'Asburgo                |  |  |       |  |  |                                   |  |  |                            |  |
|                                     |                       | Ferdinando I d'Asburgo       | Filippo I d'Asburgo                |  |  |       |  |  |                                   |  |  |                            |  |
|                                     |                       | Ferdinando I d'Asburgo       | Giovanna di Castiglia              |  |  |       |  |  |                                   |  |  |                            |  |
| Maria d'Austria                     |                       | Ferdinando I d'Asburgo       |                                    |  |  |       |  |  |                                   |  |  |                            |  |
|                                     |                       | Anna Jagellone               | Ladislao II di Boemia              |  |  |       |  |  |                                   |  |  |                            |  |
|                                     |                       | Anna Jagellone               | Ladislao II di Boemia              |  |  |       |  |  |                                   |  |  |                            |  |
|                                     |                       | Anna Jagellone               | Anna di Foix-Candale               |  |  |       |  |  |                                   |  |  |                            |  |
|                                     |                       | Anna Jagellone               |                                    |  |  |       |  |  |                                   |  |  |                            |  |